# Euphorbia saratoi
Euphorbia saratoi — вид квіткових рослин родини молочаєвих (Euphorbiaceae).

## Біоморфологічна характеристика
Це багаторічна рослина.

## Поширення
Росте у Євразії від Польщі до сходу Китаю; інтродукований до США, Канади, країн Європи.